# Виборчий округ 193
Виборчий округ 193 — виборчий округ в Хмельницькій області. В сучасному вигляді був утворений 28 квітня 2012 постановою ЦВК №82 (до цього моменту існувала інша система виборчих округів). Окружна виборча комісія цього округу розташовується в будівлі Кам'янець-Подільської міської ради за адресою м. Кам'янець-Подільський, майдан Відродження, 1.
До складу округу входять місто Кам'янець-Подільський, а також Кам'янець-Подільський і Новоушицький райони. Виборчий округ 193 межує з округом 192 на півночі, з округом 191 і округом 14 на північному сході, з округом 15 на сході, з округом 204 на півдні та з округом 167 на заході. Виборчий округ №193 складається з виборчих дільниць під номерами 680464-680577, 680716-680771 та 681329-681374.

## Народні депутати від округу
| Ім'я                                | Фото | Партія         | Скликання | Дата набуття повноважень | Дата припинення повноважень |
| ----------------------------------- | ---- | -------------- | --------- | ------------------------ | --------------------------- |
| Мельниченко Володимир Володимирович |      | самовисуванець | 7-ме      | 12 грудня 2012           | 27 листопада 2014           |
| Мельниченко Володимир Володимирович |      | самовисуванець | 8-ме      | 27 листопада 2014        | 29 серпня 2019              |
| Марчук Ігор Петрович                |      | Слуга народу   | 9-те      | 29 серпня 2019           |                             |

## Результати виборів

### Парламентські

#### 2019
Кандидати-мажоритарники:
- Марчук Ігор Петрович (Слуга народу)
- Мельниченко Володимир Володимирович (самовисування)
- Посітко Михайло Володимирович (Свобода)
- Жоган Микола Вячеславович (Батьківщина)
- Худняк Віктор Анатолійович (самовисування)
- Васільєв Олександр Володимирович (Опозиційна платформа — За життя)
- Кохановська Вікторія Святославівна (самовисування)
- Попов Олександр Анатолійович (Правий сектор)
- Івахнюк Дмитро Євгенович (Народний рух України)
- Дудзяк Руслан Віталійович (Сила і честь)
- Савчук Інна Олексіївна (Радикальна партія)
- Гаврилюк Василь Васильович (Громадянська позиція)
- Шпак Андрій Михайлович (самовисування)
- Сморжевський Станіслав Броніславович (самовисування)
- Ткачук Дмитро Сергійович (Опозиційний блок)

#### 2014
Кандидати-мажоритарники:
- Мельниченко Володимир Володимирович (самовисування)
- Худняк Віктор Анатолійович (Народний фронт)
- Мазурчак Олександр Володимирович (самовисування)
- Жоган Микола Вячеславович (Батьківщина)
- Барановський Володимир Євгенович (самовисування)
- Черній Ольга Володимирівна (Правий сектор)
- Дубицький Віталій В'ячеславович (самовисування)
- Мазуренко Анатолій Прокопович (Радикальна партія)
- Кохановська Вікторія Святославівна (самовисування)
- Салій Інна Володимирівна (Опозиційний блок)
- Мендограло Вадим Миколайович (самовисування)
- Приступа Петро Адольфович (самовисування)
- Єленчак Уляна Вадимівна (самовисування)
- Дюднєв Артем Михайлович (самовисування)

#### 2012
Кандидати-мажоритарники:
- Мельниченко Володимир Володимирович (самовисування)
- Ярема Ростислав Тарасович (Батьківщина)
- Товкайло Василь Тихонович (УДАР)
- Шовкошитний Володимир Федорович (Українська народна партія)
- Приступа Петро Адольфович (Комуністична партія України)
- Ковальчук Василь Іванович (самовисування)
- Білик Руслан Григорович (Україна — Вперед!)
- Буденко Вячеслав Євгенійович (Громадянська солідарність)

## Явка
Явка виборців на окрузі: